# Critius

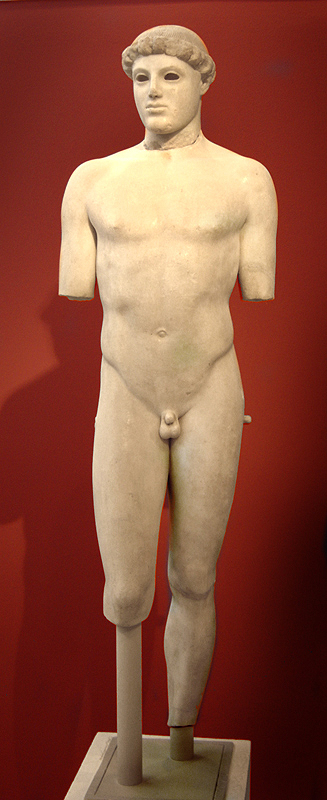
De Critiusknaap.

Critius (Oudgrieks: Κρίτιος / Kritios) was een Atheens beeldhouwer, die met zijn medewerker Nesiotes in 477-476 v.Chr. de nieuwe beelden van de Tirannendoders Harmodius en Aristogiton op de Agora maakte, om de beelden van Antenor te vervangen, die koning Xerxes als krijgsbuit had meegenomen.
Van hem zijn verscheidene signaturen over. De beelden van de Tirannendoders zijn door goede kopieën bekend. Aan Critius wordt ook een marmeren ephebe (de zogenaamde Critiusknaap) toegeschreven, die op de akropolis is gevonden tussen de door de Perzen in 480 stukgeslagen wijgeschenken (nu in het Akropolis Museum).
Het is best mogelijk dat de Wagenmenner van Delphi uit zijn werkplaats afkomstig is.